# Kadınhanı
Kadınhanı ist eine Stadtgemeinde (Belediye) im gleichnamigen Ilçe (Landkreis) der Provinz Konya in der türkischen Region Zentralanatolien und gleichzeitig ein Stadtbezirk der 1986 gebildeten Büyükşehir belediyesi Konya (Großstadtgemeinde/Metropolprovinz). Seit der Gebietsreform 2013 ist die Gemeinde flächen- und einwohnermäßig identisch mit dem Landkreis.

## Geografie
Kadınhanı liegt im nordwestlichen Zentrum der Provinz und grenzt im Westen an Ilgın, im Nordwesten an Yunak, im Osten an Sarayönü und im Süden an Meram. Die Stadt liegt an der Fernstraße D-300, die Konya mit Afyonkarahisar und Izmir verbindet. Nach Norden führt eine Landstraße zur D-695 nach Polatlı. Die Zweigstrecke der Anatolischen Eisenbahn von Eskişehir nach Konya durchquert nördlich des Hauptortes den Landkreis. Der flache Nordteil des langgestreckten Kreises gehört zur Hochebene Cihanbeyli Platosu, im Süden liegen einige Berge, darunter der 1515 Meter hohe Dellal Tepesi.

## Verwaltung
Der Kreis (bzw. Kaza als Vorgänger) existierte bereits vor Gründung der Türkischen Republik 2013. Zur ersten Volkszählung (1927) verzeichnete er 22.533 Einwohner, wovon 3.372 auf den gleichnamigen Verwaltungssitz (damalige Namensbezeichnung in Französisch: Kadin-Hani) entfielen. 46 Ortschaften nahmen 4.150 km² Fläche ein.
(Bis) Ende 2012 bestand der Landkreis neben der Kreisstadt aus vier Belediye (Atlantı, Başkuyu, Kolukısa und Osmancık) sowie 37 Dörfern (Köy) in zwei Bucaks, die im Zuge der Verwaltungsreform ab 2013 in Mahalle (Stadtviertel/Ortsteile) überführt wurden. Die neun existierenden Mahalle der Kreisstadt blieben erhalten, während die sieben Mahalle der anderen vier Belediye vereint und zu je einem Mahalle reduziert wurden. Durch Herabstufung dieser Belediye und der Dörfer zu Mahalle stieg deren Zahl auf 50 an. Ihnen steht ein Muhtar als oberster Beamter vor.
Ende 2020 lebten durchschnittlich 600 Menschen in jedem der (nun) 53 Mahalle, 3.232 Einw. im bevölkerungsreichsten (Tepebaşı Mah.).